# Furuby socken
Furuby socken i Småland ingick i Konga härad i Värend, uppgick 1952 i Hovmantorps köping och området ingår sedan 1971 i Växjö kommun och motsvarar från 2016 Furuby distrikt i Kronobergs län.
Socknens areal är 145,7 kvadratkilometer, varav land 140,9. År 2000 fanns här 740 invånare. Tätorten Furuby med sockenkyrkan Furuby kyrka ligger i socknen. 

## Administrativ historik
Furuby socken har medeltida ursprung med en första kyrka som sannolikt byggdes under 1100-talet.
Vid kommunreformen 1862 övergick socknens ansvar för de kyrkliga frågorna till Furuby församling och för de borgerliga frågorna till Furuby landskommun. Denna senare inkorporerades 1952 i Hovmantorps köping. Vid dess upplösning 1971 uppgick Furuby i Växjö kommun. Församlingen uppgick 2014 i Hemmesjö-Furuby församling. 
1 januari 2016 inrättades distriktet Furuby, med samma omfattning som församlingen hade 1999/2000.
Socknen har tillhört samma fögderier och domsagor som Konga härad. De indelta soldaterna tillhörde Smålands husarregemente, Vexio kompaniet, och Kronobergs regemente, Liv kompaniet.

## Geografi
Furuby socken ligger kring Kårestadsån, öster om Årydsjön och norr om Rottnen. Marken är skogsbygd, kuperad, stenbunden och svårbrukad och där finns flera mossar.
Furuby socken består förutom kyrkbyn Furuby av byarna Attsjö, Kårestad, Fägerstad och Västorp.

## Fornminnen
En hällkista och ett par rösen från bronsåldern är kända. Järnåldersgravfält finns vid Furuby och Kårestad. En runsten finns vid Kårestad.

## Namnet
Namnet (1322 Fyriby), taget från kyrkbyn, består av förledet fyri, fura, och efterledet by.

### Fotnoter
1. 1 2 3  Svensk Uppslagsbok andra upplagan 1947–1955: Furuby socken
2. 1 2  Harlén, Hans; Harlén Eivy (2003). Sverige från A till Ö: geografisk-historisk uppslagsbok. Stockholm: Kommentus. Libris 9337075. ISBN 91-7345-139-8
3. ↑  ”Församlingar”. Statistiska centralbyrån. https://www.scb.se/hitta-statistik/regional-statistik-och-kartor/regionala-indelningar/forsamlingar/. Läst 30 december 2022.
4. ↑  Administrativ historik för Furuby socken (Klicka på församlingsposten). Källa: Nationella arkivdatabasen, Riksarkivet.
5. 1 2  Sjögren, Otto (1931). Sverige geografisk beskrivning del 2 Östergötlands, Jönköpings, Kronobergs, Kalmar och Gotlands län. Stockholm: Wahlström & Widstrand. Libris 9939
6. 1 2 3  Nationalencyklopedin
7. ↑  Fornlämningar, Statens historiska museum: Furuby socken
8. ↑  Fornminnesregistret, Riksantikvarieämbetet: Furuby socken Fornminnen i socknen erhålls på kartan genom att skriva in sockennamn (utan "socken") i "Ange geografiskt område"